# Atletica leggera ai XVII Giochi paralimpici estivi - 100 metri piani femminili
Ai XVII Giochi paralimpici estivi le competizioni dei 100 metri piani femminili si sono svolte tra il 30 agosto e il 7 settembre 2024 presso lo Stade de France di Parigi.

## Risultati
Di seguito sono riportati i risultati delle finali di tutte le gare dei 100 metri piani femminili per ogni classe di competizione. Maggiori dettagli sulle singole gare, compresi i risultati delle batterie di qualificazione e delle semifinali, si trovano nelle pagine dedicate.

### T35
| Posizione | Nome         | Nazionalità | Tempo | Note                                     |
| --------- | ------------ | ----------- | ----- | ---------------------------------------- |
| Oro       | Zhou Xia     | Cina        | 13"58 | Miglior prestazione personale stagionale |
| Argento   | Guo Qianqian | Cina        | 13"74 | Miglior prestazione personale            |
| Bronzo    | Preethi Pal  | India       | 14"21 | Miglior prestazione personale            |

### T63
| Posizione | Atleta                            | Nazionalità   | Tempo | Note                                     |
| --------- | --------------------------------- | ------------- | ----- | ---------------------------------------- |
| Oro       | Martina Caironi (T63)             | Italia        | 14"16 | Miglior prestazione personale stagionale |
| Argento   | Karisma Evi Tiarani (T42)         | Indonesia     | 14"26 | Record mondiale                          |
| Bronzo    | Monica Graziana Contrafatto (T63) | Italia        | 14"60 |                                          |
| Bronzo    | Ndidikama Okoh (T42)              | Gran Bretagna | 14"59 | Miglior prestazione personale            |